# Ann-Cathrine Fröjdö
Helen Ann-Cathrine Fröjdö, född 20 maj 1959 i Kronoby, Finland, är en finlandssvensk skådespelare och regissör.

## Filmografi
- 1981 – Fänrik Ståls sägner
- 1983 – Två killar och en tjej
- 1983 – Harjunpää och kalla döden (TV-serie)
- 1983 – Huhtikuu on kuukausista julmin
- 1984 – Rakkauselokuva
- 1985 – Viimeiset rotannahat
- 1986 – Sittande hund